# Răcoasa
Răcoasa es una comuna ubicada en el distrito de Vrancea, Rumania.

## Superficie
Posee una superficie de 89,90 kilómetros cuadrados.

## Demografía
Hasta 2021 la población era de 3148 habitantes, con una densidad de población de 35,02 habitantes por kilómetro cuadrado.